# Garlan
 Garlan  (en bretón Garlann) es una población y comuna francesa, situada en la región de Bretaña, departamento de Finisterre, en el distrito de Morlaix y cantón de Lanmeur.

## Demografía
| 628 | 615 | 644 | 774 | 801 | 821 |
| Para los censos de 1962 a 1999 la población legal corresponde a la población sin duplicidades (Fuente: INSEE [Consultar]) |     |     |     |     |     |